# 塚愛
《塚愛》是香港的一部電影，由余文樂、鄧麗欣以及俞融蓉領銜主演，香港於2007年11月29日上映。由彭發導演執導，寰宇娛樂有限公司出品，這齣電影以愛情以及懸疑作為題材。
根據《電影檢查條例》，本片列為青少年及兒童不宜（IIB）。

## 演員
- 余文樂 飾 段恩明 (恩明)
- 鄧麗欣 飾 陸慧 (慧)
- 俞融蓉 飾 朱芳婷 (芳婷)
- 曹永廉 飾 周醫生
- 商天娥 飾 姨媽
- 王合喜 飾 警察
- 曾雅琦 飾 陸萍 (萍萍)
- 譚耀文 飾 林先生 (公司老闆)
- 沈震軒 飾 Chris

## 劇情
恩明及陸慧是一對同居情侣。一次陸慧不幸地證實了患有胰臟癌，因為恩明深深地愛著陸慧，故提議二人結婚。陸慧亦因此辭去手頭上的工作，不久恩明見工時，發現該公司的秘書竟是小學時期的同學芳婷，所以恩明亦順利在此工作。其後他與芳婷出外公幹時上了酒吧，一邊喝酒一邊互吐苦水，二人受到酒精的影響下發生了關係。不過可惜東窗事發，始終給慧發現，慧頓感無助。其後陸慧失蹤，恩明心下一驚，跑出去找她，期間電台新聞說一個貌似陸慧的女人於尖東跳海自殺，心驚之下，不小心跟一架貨車相撞，因此昏迷。明蘇醒回家後發現慧全身濕透呆站著。陸慧的行徑自此變得奇怪，恩明亦其後發現自己全身屍臭味，亦為自己不時脫髮、口裡吐出屍蟲感奇怪。傳說有人死後心事未了，就算死了亦不知，直至還了心事才會離開，究竟恩明和陸慧發生了甚麼事？

## 外部連結
- Yahoo奇摩電影上《塚愛》的資料（繁體中文）
- MSN娛樂上《塚愛》的資料（繁體中文）

- 開眼電影網上《塚愛》的資料（繁體中文）
- 豆瓣电影上《错爱》的資料 （简体中文）
- 时光网上《错爱》的資料（简体中文）
- AllMovie上《塚愛》的资料（英文）
- 爛番茄上《塚愛》的資料（英文）
- 香港影庫上《塚愛》的資料（繁體中文）
- 互联网电影数据库（IMDb）上《塚愛》的资料（英文）